# Бетті Енн Грабб Стюарт
Бетті Енн Грабб Стюарт (англ. Betty Ann Grubb Stuart; нар. 26 лютого 1950) — колишня американська тенісистка.
Здобула 1 парний титул.
Найвищим досягненням на турнірах Великого шолома було 3 коло в одиночному розряді.

## Фінали Туру WTA

### Парний розряд 7 (1/6)
| Легенда        |   |
| Великий шлем   | 0 |
| Чемпіонати WTA | 0 |
| Tier I         | 0 |
| Tier II        | 0 |
| Tier III       | 0 |
| Tier IV & V    | 0 |

| Результат | Ранг | Дата     | Турнір                                                        | Покриття | Партнерка      | Суперниці                          | Рахунок       |
| --------- | ---- | -------- | ------------------------------------------------------------- | -------- | -------------- | ---------------------------------- | ------------- |
| Поразка   | 1.   | Вер 1975 | Мішн-В'єхо, Каліфорнія, США                                   | Тверде   | Ґейл Ґласґо    | Кріс Еверт Мартіна Навратілова     | 3–6, 5–7      |
| Поразка   | 2.   | Сер 1977 | Відкритий чемпіонат США з тенісу, Forest Hills, Нью-Йорк, США | Ґрунт    | Рене Річардс   | Бетті Стеве Мартіна Навратілова    | 1–6, 6–7      |
| Перемога  | 3.   | Січ 1975 | Avon Championships of Chicago 1979, Іллінойс, США             | Килим    | Розмарі Касалс | Ілана Клосс Грір Стівенс           | 3–6, 7–5, 7–5 |
| Поразка   | 4.   | Тра 1979 | Відень, Австрія                                               | Ґрунт    | Ілана Клосс    | Маріс Крюгер Діанне Фромгольтц     | 6–3, 4–6, 1–6 |
| Поразка   | 5.   | Чер 1979 | Істборн, Англія                                               | Трава    | Ілана Клосс    | Бетті Стеве Венді Тернбулл         | 2–6, 2–6      |
| Поразка   | 6.   | Лип 1979 | Southern California Open, Каліфорнія, США                     | Тверде   | Енн Кійомура   | Розмарі Касалс Мартіна Навратілова | 6–3, 4–6, 2–6 |
| Поразка   | 7.   | Жов 1979 | Eckerd Open, Флорида, США                                     | Тверде   | Ілана Клосс    | Енн Сміт Вірджинія Рузіч           | 5–7, 6–4, 5–7 |